# Flaga Tasmanii
Flaga Tasmanii – jeden z symboli stanu Tasmania. Przedstawia czerwonego lwa (który jest też elementem herbu Hobart), umiejscowionego na białym dysku na tle brytyjskiego sztandaru Blue Ensign.
Przyznana 25 września 1876 roku.